# Аман (Библия)
Вижте пояснителната страница за други значения на Аман.
Ама́н, син Ама́даф Агаги (на иврит: המן) е персонаж от Стария завет, чиято история е изложена в библейската "Книга Естир", висш дворцов служител. 
В еврейската традиция Аман е символ на антисемитизма, разбиран като ненавист към еврейския народ, понеже той замисля неговата гибел (или по-скоро на онази му част, която се намира под властта на Персийската империя на Ахеменидите или към останалата такава извън Ханаан след Вавилонския плен). Но в "Библията" той е мотивиран и от личната си омраза към Мордехай, страж при портите на двореца и сродник на главната героиня в "Книга Естир", който по народност е евреин. Самият Аман, наричан и Агаги, е представен като потомък на цар Агаг - водач на народа на амаликитяните, с които евреите враждуват още от времето на Изхода (бягството от Древен Египет) - пощаден от първия еврейски цар Саул, но убит от пророка Самуил. Мордехай е считан на свой ред за потомък на  бащата на Саул, Киш от Вениаминовото коляно. Като конкретен повод за решението на Аман да унищожи евреите е сочено нежеланието на Мордехай да му се поклони и настояването му, че това е допустимо за него, освен по отношение на Йехова, само към царя. Това му дава възможност да докаже на владетеля, че дори и лоялни към него, еврейските му поданици са нелоялни към боговете и реда и трябва да умрат.
Избавлението на евреите от интригите на Аман и смъртта му се честват с празника Пурим. Те са постигнати, благодарение на навременната намеса на царица Естир/Естер (с първоначално еврейско име Хадаса), която изобличава царедвореца и убеждава съпруга си Асиур (предполагаемо Ксеркс I или Артаксеркс I) да издаде указ, със значение противоположно на това на измоления по-рано от Аман. Така не само на враговете на евреите е раздадено оръжие, с което да ги нападнат и избият, но е раздадено и на самите евреи и им е наредено да се бранят и да избиват враговете си в определения за това период. Загиват много хора, но опасността от пълно изтребление отминава. Самият Аман е обесен или провесен на същото високо 50 лакти съоръжение (вероятно вид бесилка), което е приготвил за Мордехай (но може би по-скоро като последствие от предположението на царя, че в отчаянието си се опитва да съблазни или дори да изнасили царицата). Синовете му, а може би - и жена му - също са убити в кланетата или са екзекутирани по заповед на Асиур.